# Tillandsia 'Corella'
Tillandsia 'Corella' es un  cultivar híbrido del género Tillandsia perteneciente a la familia  Bromeliaceae.
Es un híbrido creado en el año 1987 con las especies Tillandsia tricolor × Tillandsia capitata.